# Deudorix maudei
Deudorix maudei är en fjärilsart som beskrevs av James John Joicey och Talbot 1916. Deudorix maudei ingår i släktet Deudorix och familjen juvelvingar. Inga underarter finns listade i Catalogue of Life.

## Bildgalleri

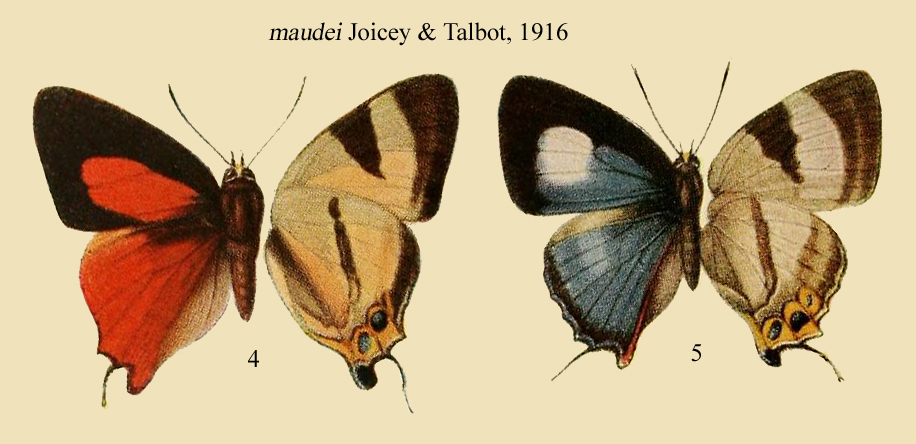